# 蜂須賀宗純
蜂須賀 宗純（はちすか むねずみ）は、江戸時代中期の阿波国徳島藩の世嗣。官位は従四位下・淡路守。

## 略歴
伊勢国桑名藩主・松平忠雅の次男として誕生。初名は松平清純（まつだいら きよずみ）。
7代藩主・蜂須賀宗英の養子となり、元文3年（1738年）に徳川吉宗に拝謁して叙任、養父同様に吉宗の偏諱を受けて宗純に改名した。しかし、翌元文4年（1739年）に24歳で早世した。
代わって、讃岐国高松藩の松平大膳家から宗鎮が養子に迎えられた。